# Dorcadion walteri
Dorcadion walteri är en skalbaggsart som beskrevs av Holzschuh 1991. Dorcadion walteri ingår i släktet Dorcadion och familjen långhorningar. Inga underarter finns listade i Catalogue of Life.